# Sundanattskärra
Sundanattskärra (Caprimulgus concretus) är en hotad fågel i familjen nattskärror som förekommer i Stora Sundaöarna.

## Utseende och läten
Sundanattskärra är en medelstor (21-22 cm) kryptiskt tecknad nattskärra. Hanen har brun ovansida med kastanjebruna fläckar och saknar olikt många andra nattskärror ett band i nacken. Vingarna är mörkbruna, helt utan vitt, med fjädrarna spetsade och fläckade i kastanjebrunt och beige. Skapularerna är mörka och brett beigekantade. På huvudet syns ett vitt mustaschstreck och vit strupe, medan resten av undersidan är brun med kastanjebruna band, på buk och flanker mer beige med bruna band. De yttersta stjärtpennorna är vitspetsade. Honan liknar hanen men har endast sällsynt vitt i stjärten. Lätet är märkligt och sorgesamt ljud, i engelsk litteratur återgivet som "wa-ouuu", där den andra tonen är fallande i tonhöjd. Det yttreas vid skymning, gryning och under månbelysta nätter.

## Utbredning och systematik
Sundanattskärra förekommer i de låglänta delarna av öarna Sumatra, Borneo och Belitung. Den behandlas som monotypisk, det vill säga att den inte delas in i några underarter.

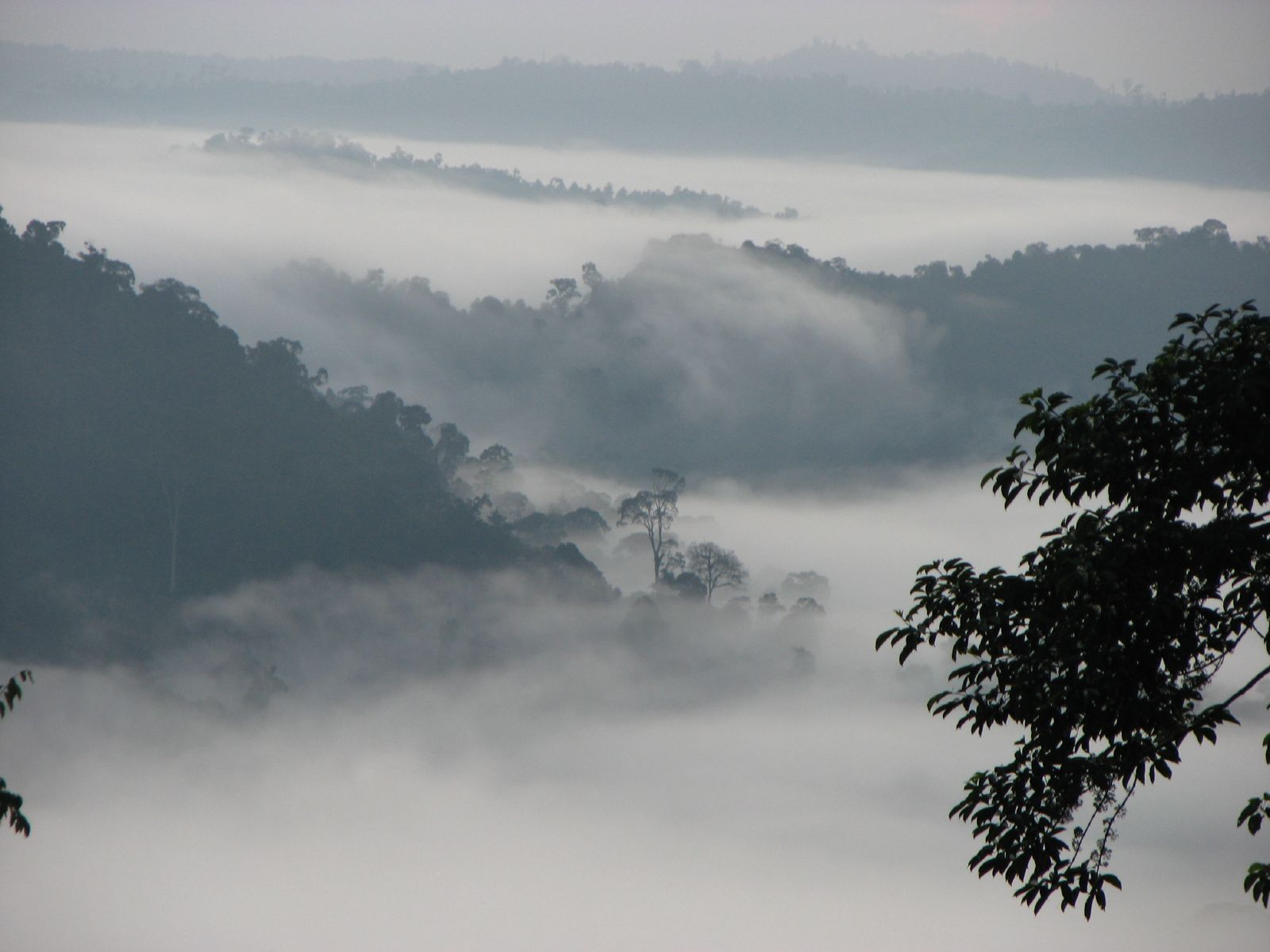
De mest sentida observationerna av den sällsynta sundanattskärran är bland annat från Danumdalen på Borneo.

## Levnadssätt
Sundanattskärra är begränsad till låglänta områden, vanligen under 500 meters höjd, dock ett fynd från 900 meter. Där frekventerar den skogsområden, möjligen särskilt gläntor, skogskanter, hedskogar och ungskogar. Dess levnadssätt är oklar, men har setts födosöka från sittplats inne i skog. Häckningstiden är potentiellt från mars till maj.

## Status
Arten är begräsnad till låglänt liggande områden där skogen avverkas i mycket snabbt takt. Den tros därför minska i antal. IUCN kategoriserar arten som sårbar. Världspopulationen uppskattas till spannet 10 000–20 000 vuxna individer.

## Namn
Fågeln kallades tidigare bonapartenattskärra, hedrande Charles Lucien Bonaparte som beskrev arten 1850, men tilldelades 2023 till ett mer informativt namn av BirdLife Sveriges taxonomikommitté.